# Trichomonas gallinae
Trichomonas gallinae é uma espécie de protozoário capaz de causar lesões graves na parte inferior dos bicos de aves de rapina hoje o protozoário causa várias lesões no bico e na garganta e faz com que eles morram de fome e que, acredita-se, existira desde a época dos dinossauros, quando teria sido capaz de contaminar grandes répteis como o Tiranossauro rex.